# Kedvesem
A Kedvesem című alternatív dal képviselte Magyarországot a malmői 2013-as Eurovíziós Dalfesztiválon ByeAlex előadásában. A dal a 2013. március 2-án rendezett magyar nemzeti döntőben nyerte el az indulás jogát, ahol egy szakmai zsűri és a nézők szavazatai alakították ki a végeredményt.

## A Dal 2013
A magyar nemzeti döntő fináléjába összesen nyolc előadó jutott be. Az élő műsorban előadott Kedvesem című dal háttér animációjának képeit ByeAlex testvére, a grafikus Márta Amarilla Amiizmus rajzolta. ByeAlex dala – amit a zsűri különlegesnek és furának nevezett – 16 pontot kapott, így – utolsóként – került be a négyes szuperfináléba. Meglepetésre azonban, a döntést követő közönségszavazás lezárása után kiderült, hogy a több mint 244 000 SMS szavazat közül mégis a legtöbbet a Kedvesem című dal kapta, így ByeAlex nyerte a 2013-as válogatót és ő képviseli Magyarországot a malmői Eurovíziós Dalverseny második elődöntőjében. A Nielsen Közönségmérés adatai szerint az éppen tévézők 28,9 százaléka választotta A Dal döntőjét az M1-en és a Duna World csatornán, ami 1,3 millió nézőt jelentett.
A sokakat meglepő győzelem után a dal szerzője és előadója Márta Alex így nyilatkozott: "Nekem az a fontos, hogy jó dalokat írjak, és azt hiszem, hogy ez sikerült, erre fogok a továbbiakban is koncentrálni".

## 2013-as Eurovíziós Dalfesztivál
ByeAlex a dalt Malmőben magyar és svéd kevert nyelven adta volna elő, de mivel nem adták le ezt a verziót a delegációvezetők találkozójáig, így a malmői versenyen teljes egészében magyarul csendült fel, először a május 16-i második elődöntőben, majd a május 18-i döntőben.
A következő magyar induló Kállay-Saunders András Running című dala volt a 2014-es Eurovíziós Dalfesztiválon.

## Toplista
| Toplista                                                   | Csúcspozíció |
| ---------------------------------------------------------- | ------------ |
| Egyesült Királyság (Official Singles Chart Update Top 200) | 147.         |
| Észtország (Slágerlista Top 20)                            | 11.          |
| Izland (Tónlist)                                           | 23.          |
| Litvánia (Slágerlista Top 20)                              | 12.          |
| Magyarország (Rádiós Top 40)                               | 1.           |
| Magyarország (Kislemezek Top 10)                           | 1.           |
| Svédország (Slágerlista Top 20)                            | 20.          |

## Dalszöveg
| „                              | Mert nekem nincs most más, csak a kedvesem, az én kedvesem. Ő bárhol jár, az úgy jó nekem, az úgy jó nekem. Mert mindig rám talál az én kedvesem, az én kedvesem. Úgy dúdolnám: ez így jó nekem, ez így jó nekem ez a dal. | ” |
| – A Kedvesem című dal refrénje | |   |

## Egyéb változatok
- Kedvesem (Márta Alex)
- Kedvesem (Zoohacker Remix) – Eurovíziós-verzió (Márta Alex / Márta Alex, Palásti Kovács Zoltán)
- Kedvesem (Zoohacker Remix with Swedish refrain) (Márta Alex, Hoffman Mónika / Márta Alex, Palásti Kovács Zoltán)